# Tricyphona smithae
Tricyphona smithae är en tvåvingeart som först beskrevs av Alexander 1941.  Tricyphona smithae ingår i släktet Tricyphona och familjen hårögonharkrankar. Inga underarter finns listade i Catalogue of Life.